# لوتشيانو دال فالكو
لوتشيانو دال فالكو (بالإيطالية: Luciano Dal Falco)‏ هو سياسي إيطالي، ولد في 10 مايو 1925 في فيرونا في إيطاليا، وتوفي في 20 ديسمبر 1992 في روما في إيطاليا. حزبياً، نشط في الحزب الديمقراطي المسيحي الإيطالي.

## مناصب
- انتخب عضو مجلس الشيوخ الإيطالي.
- انتخب وزير الصحة (30 يوليو 1976 – 13 مارس 1978).
- انتخب وزير الصحة (12 فبراير 1976 – 30 يوليو 1976).
- انتخب عضو مجلس النواب في الجمهورية الإيطالية.